# Sensibilità di un sistema di misura
In metrologia, la sensibilità di uno strumento di misura o di un sensore è il rapporto tra la variazione del valore misurato R e la variazione del valore reale E della grandezza considerata, per variazioni arbitrariamente piccole:
{\displaystyle S={\frac {dR}{dE}}}
Esiste una variazione {\displaystyle dE} limite al di sotto della quale {\displaystyle dR} diventa non visualizzabile oppure si confonde con il rumore intrinseco dello strumento. Ciò determina la sensibilità minima del sistema, ovvero la minima variazione della grandezza fisica che è in grado di produrre un effetto.

## Definizioni
Il Vocabolario Internazionale di Metrologia (VIM) definisce la sensibilità come "rapporto tra il cambiamento dell'indicazione di un sistema di misura e il corrispondente cambiamento del valore di una grandezza sottoposta a misurazione".
Un'altra definizione è quella della IUPAC: la pendenza della curva di calibrazione in corrispondenza della concentrazione a cui si sta lavorando.

## Esempi
- In una bilancia, l'applicazione di un peso inferiore alla sensibilità minima non comporta il movimento della lancetta dallo zero. In un sistema con display digitale, variazioni che non comportino il cambiamento di stato della decade di peso inferiore non possono essere rilevate.
- Nel caso di un esplosivo la sensibilità è il minimo apporto di energia che sia in grado di causare la detonazione.
- In fisiologia nervosa, uno stimolo nervoso, per esempio tattile o luminoso, deve avere una variazione sufficientemente elevata per essere percepito.
- In medicina, per sensibilità di un test si intende la percentuale di positività del test nel gruppo dei soggetti positivi (malati); il secondo indice di performance del test è invece la specificità, che rappresenta la percentuale di negatività del test nei soggetti negativi (sani).